# Lubrza (gmina w województwie lubuskim)

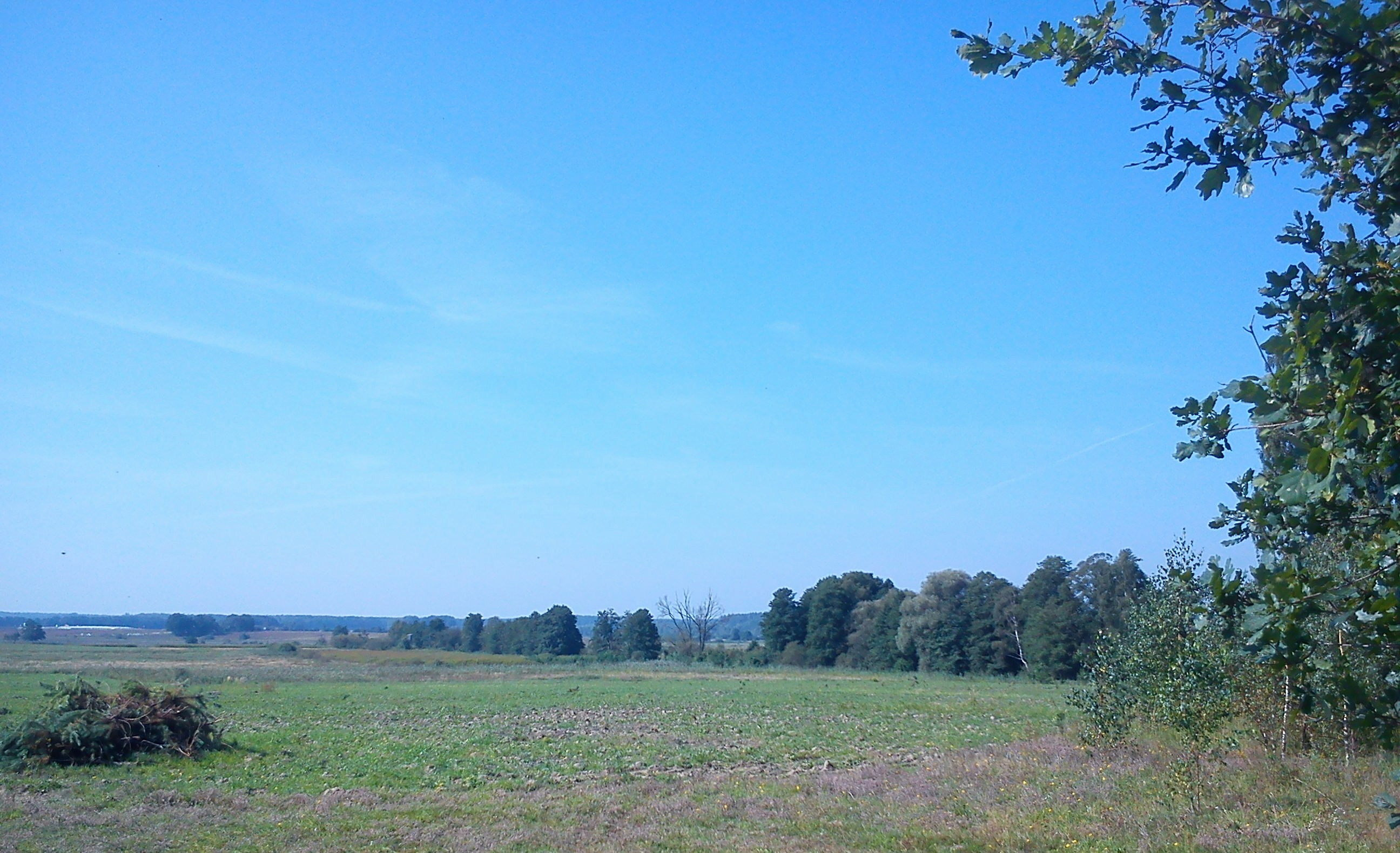
Krajobraz gminy – dolina Paklicy

Lubrza (1945-46 gmina Nowa Wioska) – gmina wiejska w województwie lubuskim, w powiecie świebodzińskim. W latach 1975–1998 gmina położona była w województwie zielonogórskim.
Siedziba gminy to Lubrza.
Według danych z 31 grudnia 2008 gminę zamieszkiwało 3415 osób. Liczba mieszkańców gminy systematycznie wzrasta i według danych z 01 stycznia 2021 roku, zamieszkiwały ją 3602 osoby.

## Ochrona przyrody
Na obszarze gminy znajdują się następujące rezerwaty przyrody:
- częściowo rezerwat przyrody Nietoperek – chroni miejsca zimowania i rozrodu wielogatunkowej kolonii nietoperzy;
- rezerwat przyrody Pniewski Ług – chroni zbiorowiska roślinności bagiennej i torfowiskowej z otaczającym je lasem.

## Struktura powierzchni
Według danych z roku 2002 gmina Lubrza ma obszar 122,28 km², w tym:
- użytki rolne: 38%
- użytki leśne: 47%

Gmina stanowi 13,04% powierzchni powiatu.

## Demografia
Dane z 31 grudnia 2008:
| Opis                              | Ogółem | Ogółem | Kobiety | Kobiety | Mężczyźni | Mężczyźni |
| --------------------------------- | ------ | ------ | ------- | ------- | --------- | --------- |
| jednostka                         | osób   | %      | osób    | %       | osób      | %         |
| populacja                         | 3415   | 100    | 1660    | 48,6    | 1755      | 51,4      |
| gęstość zaludnienia (mieszk./km²) | 27,99  | 27,99  | 13,4    | 13,4    | 13,6      | 13,6      |

- Piramida wieku mieszkańców gminy Lubrza w 2014 roku[1].

## Poglądy polityczne mieszkańców
W wyborach prezydenckich padały wyniki:
- rok 2010: Bronisław Komorowski – 69,26%, Jarosław Kaczyński – 30,74%,

- rok 2015: Bronisław Komorowski – 58,64%, Andrzej Duda – 41,36%.

W Lubrzy w wyborach parlamentarnych do Sejmu w 2007 roku i w 2011 roku najwięcej głosów zdobyła Platforma Obywatelska (2007: 43,10%, 2011: 37,75%). Powyższa tendencja zmieniła się podczas wyborów parlamentarnych w 2015 roku, w których zwyciężyła partia Prawo i Sprawiedliwość zdobywając 30,94% głosów, wyprzedzając Platformę Obywatelską, która zdobyła 27,64% głosów. W wyborach parlamentarnych w 2019 roku Prawo i Sprawiedliwość otrzymało 38,18% głosów, a druga w zestawieniu Platforma Obywatelska 26,79%. W referendum w sprawie wejścia Polski do Unii Europejskiej w Lubrzy oddano 83% głosów na „tak” przy poparciu na skalę kraju wynoszącym 77%.

## Pętla Boryszyńska

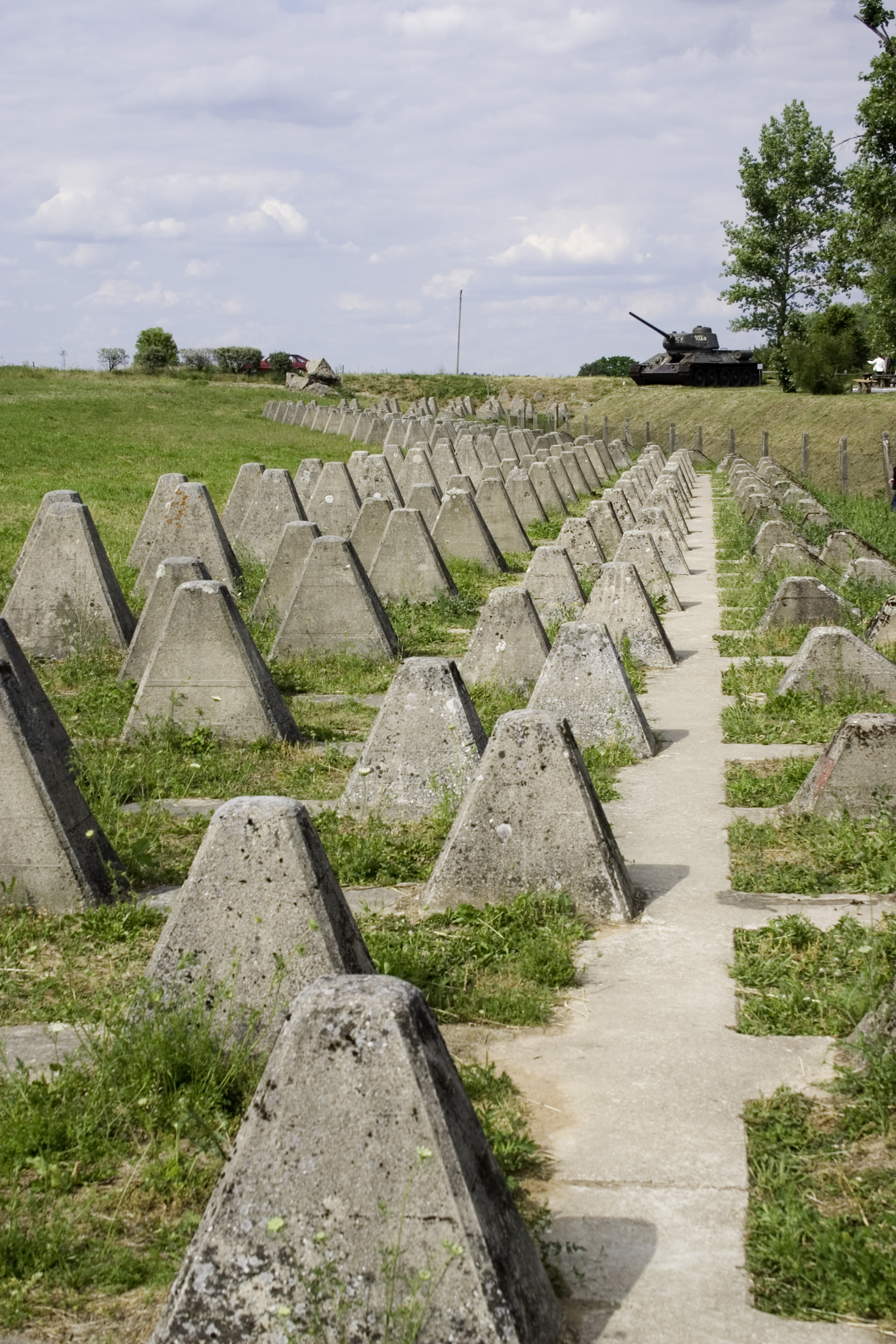
„Zęby smoka” na terenie Międzyrzeckiego Rejonu Umocnionego

Zobacz też: Międzyrzecki Rejon Umocniony
W latach 1935–1939 Niemcy zbudowali między Odrą a Wartą system fortyfikacji, będący największym tego typu obiektem w Europie. Najsilniej ufortyfikowany odcinek centralny tworzy kilkadziesiąt bunkrów, połączonych podziemnymi tunelami znajdującymi się na głębokości 30–50 metrów, o łącznej długości ok. 30 km. Podziemna trasa turystyczna „Pętla Boryszyńska”, znajduje się w pobliżu miejscowości Boryszyn, obejmuje południowy system fortyfikacji niedokończonej przez Niemców baterii pancernej nr 5, labirynt tuneli, podziemne dworce kolejowe oraz zespoły komór amunicyjnych, koszarowych i technicznych, a także pozostałości dawnych instalacji i konstrukcji.

## Sołectwa
Boryszyn, Bucze, Buczyna, Lubrza, Mostki, Nowa Wioska, Przełazy, Staropole, Zagórze.

## Pozostałe miejscowości
Chałupczyn, Dolisko, Janisławiec, Laski, Mrówczyn, Pobrzeże, Pszczelin, Romanówek, Tyczyno, Zagaje.

## Sąsiednie gminy
Łagów, Międzyrzecz, Skąpe, Sulęcin, Świebodzin